# Говасес, Клара
Клара Говасес (англ. Clara Gowases; 28 августа 1959, Китмансхуп — 15 июня 2020, Виндхук) — намибийская преподавательница и политическая деятельница, один из лидеров белой общины. Депутат Национальной ассамблеи Намибии. С 2009 — председатель, в 2011—2020 — президент оппозиционной Республиканской партии.

## Учительница
Родилась в семье белых намибийцев. В шестилетнем возрасте была оставлена родителями, удочерена дядей и тётей. Семья переехала из Китмансхупа в Цес, где Клара окончила среднюю школу. Её учителем был Виллем Конджор, в будущем видный деятель СВАПО и член правительства Намибии. Высшее образование получила по педагогической специальности.
С юности Клара Говасес была противницей оккупационного правления ЮАР в Юго-Западной Африке и системы апартеида. Участвовала в студенческих протестах против образовательной дискриминации. С 1978 Клара Говасес работала школьной учительницей — сначала в одном из посёлков Кхомаса, потом в деревне близ Виндхука.
После провозглашения независимости Намибии в 1990 Клара Говасес преподавала в Виндхуке. Занималась также подготовкой преподавательских кадров.
Клара Говасес была замужем, имела детей и внуков. Свободное время посвящала чтению и общению с семьёй.

## Республиканка
Клара Говасес выступала за демократическую многорасовую Намибию. Состояла в левоцентристской партии Объединение за демократию и прогресс. В то же время она была антикоммунисткой, противницей левого радикализма СВАПО. В 2004 вступила в правоконсервативную Республиканскую партию Дирка и Хенка Маджей.

Люди вокруг меня переживали трудные времена. Я видела их борьбу и решила стать частью движения.

Клара Говасес

В качестве кандидата Республиканской партии Клара Говасес баллотировалась в Национальную ассамблею на парламентских выборах 2009 и в региональный совет Кхомаса на местных выборах 2010. Оба раза он уступила представителям СВАПО. Однако в 2009 году Говасес была избрана председателем партии, а в 2011 сменила Хенка Маджа на посту президента партии и унаследовала его депутатский мандат. Переизбрана на выборах 2014 и являлась одним из двух депутатов Национальной ассамблеи от Республиканской партии.

## Позиции
Основное внимание в политической деятельности Клара Говасес уделяла защите экономической независимости Намибии, гарантиям гражданского равноправия и развитию системы образования. Отстаивала принцип равных социальных возможностей для женщин. Ставила в парламенте вопрос о целевом расходовании бюджетных средств.
Главной проблемой страны Клара Говасес считала китайскую экономическую экспансию. По её мнению, правительство СВАПО потворствовало китайским компаниям в скупке активов, представляет им торговые преференции (в ущерб южноафриканцам, с которыми существуют исторические связи), закрывала глаза на нарушения трудового законодательства. За снисходительность к китайским работодателям Говасес критиковала и связанные с властями профсоюзы.

## Кончина
Скончалась Клара Говасес в Намибийском онкологическом центре в возрасте 60 лет. С публичным сообщением о её кончине выступил Хенк Мадж. Заявление в Национальной ассамблее сделала вице-спикер Лойде Касинго.